# 東京男子図鑑
『東京男子図鑑』（とうきょうだんしずかん）は、東京カレンダーの公式サイト内で2019年9月14日から11月16日まで11回にわたり連載された日本の小説。慶應義塾大学に入学したことを契機に千葉から上京した主人公が、東京での生活の中で周囲の人々の欲望や裏切りに翻弄され劣等感に苛まれながらも、のし上がり生き抜いていくために奮闘した半生を回想形式で描く。
竹財輝之助を主演とするテレビドラマが日中共同で制作され、2019年12月から中国などアジアで先行配信の後、2020年5月から関西テレビ放送で放送された。

## 登場人物
翔太
慶應義塾大学に入学するのを機に千葉から上京。慶應ボーイになったと喜んだのも束の間、シビアな現実を突きつけられる。大学卒業後、商社に入社。
花純
翔太が大学で初めて付き合った彼女。翔太より1つ年上で女子大に通っている。
小百合
大学時代の同期。外資系投資銀行勤務。
里香
翔太が25歳の頃付き合っていた彼女。損害保険会社勤務。
小島悟
翔太の商社勤務時代の同期。早稲田大学政治経済学部卒。
みな実
翔太が30歳の頃付き合っていた彼女。慶應義塾大学経済学部卒。大手IT企業勤務。
一馬
翔太の大学時代の友人。スマートフォン向けアプリ開発会社「アンドエバー」のCEO。
瑠璃子
アンドエバーのプロデューサー。早稲田大学政治経済学部卒。翔太より8歳年下。

## テレビドラマ
日中共同プロジェクトで制作され、2019年12月24日から動画共有サイトbilibiliで中国と台湾・香港・マカオなどアジアで先行配信の後、2020年5月1日から毎週金曜（木曜深夜）0時25分 - 0時55分に関西テレビ放送のカンテレドラマらぼ枠で放送された。放送後はTVer等で見逃し配信、Amazon Prime Videoなどで過去放送分が配信された。全10回。
主演は竹財輝之助、監督はドラマ『デザイナー 渋井直人の休日』などを手がけた松本佳奈が務める。

### 製作
2017年にAmazonプライム・ビデオで配信された『東京女子図鑑』が、日本国内のみならずアジア全土で共感を呼び、特に中国では『北京女子図鑑』『上海女子図鑑』としてリメイクされるなど人気を博した。アジアの視聴者から「男子版も観たい」という要望が数多く寄せられたことから『東京女子図鑑』のプロデュースチームが再結集し、『東京男子図鑑』の制作が決定した。また、中国の動画共有サイトbilibiliの企画への賛同により、日中共同でのプロジェクトとなった。

### キャスト
- 佐東翔太 - 竹財輝之助
- 藤崎瑠璃子 - 市川由衣[5]
- 小島賢二 - 落合モトキ[5]
- 丸尾充洋 - 水間ロン
- 黒田直季  - 牧田哲也
- 香須美 - 花影香音
- 葉月里香 - 愛加あゆ
- 中山小百合 - 鎌滝えり
- 佑佳子 - 早織
- 吉川みなみ - 田中シェン
- 林常昭 - 瀧川英次
- 川井一馬 - 森岡龍
- 大隅高信 - 山中崇

### スタッフ
- 原作 - 東京カレンダー『東京男子図鑑』
- 脚本 - 秋山竜平
- 監督 - 松本佳奈
- プロデューサー - 松本整、張瞳、松村尚、大和田宇一
- オープニングテーマ - ちゃんみな『Call』（ワーナーミュージック・ジャパン）[8]
- エンディングテーマ - ちゃんみな『アーカイブに保存した曲』（ワーナーミュージック・ジャパン）[8]
- 制作 - カンテレ
- 制作協力 - ワタナベエンターテインメント
- 製作・著作 - 「東京男子図鑑」製作委員会（電通・bilibili）

### 放送日程
| 話数   | 放送日  | サブタイトル         |
| ------ | ------- | -------------------- |
| 第1話  | 5月1日  | やっぱ東京だわ       |
| 第2話  | 5月8日  | なんで渋谷なの       |
| 第3話  | 5月15日 | 西麻布のキリギリス   |
| 第4話  | 5月22日 | 銀座から歩いたら     |
| 第5話  | 5月29日 | 浦安から逃げるように |
| 第6話  | 6月5日  | 外苑前の分岐点       |
| 第7話  | 6月12日 | 代々木で乾杯         |
| 第8話  | 6月19日 | 赤坂から見下ろして   |
| 第9話  | 6月26日 | 芝公園の赤い塔       |
| 第10話 | 7月3日  | 清澄白河のほとりで   |

### インターネット配信
5月1日からカンテレドーガ・Tver・Amazon Prime Video・FOD・U-NEXT・dTV・ DMM・GYAO!ストア・ひかりTV・JCOMオンデマンド・ビデオパス・milplus・スマートパスプレミアム・Google Play・YouTube・Rakuten TV・VIDEX・ビデオマーケット・アクトビラ・クランクインビデオで配信開始。5月4日からTSUTAYA TVで配信開始
| カンテレ カンテレドラマらぼ                                  | カンテレ カンテレドラマらぼ | カンテレ カンテレドラマらぼ |
| 前番組                                                       | 番組名                      | 次番組                      |
| ------------------------------------------------------------ | --------------------------- | --------------------------- |
| 『このミス!』大賞ドラマシリーズ そして、ユリコは一人になった | 東京男子図鑑                | 銀座黒猫物語                |